# I Promise You (I.P.U.)
«I Promise You (I.P.U.)» (кор. 약속해요 (I.P.U.), Yaksokhaeyo (I.P.U.)) — пісня південнокорейського чоловічого гурту Wanna One. Пісня є промо-синглом до їхнього другого мініальбому 0+1=1 (I Promise You). Цей трек присвячений фанатам і є подарунком до 333-ого дня з моменту першого публічного виступу гурту.

## Чарти

### Тижневі чарти
| Чарт (2018)           | Найвища позиція |
| --------------------- | --------------- |
| Південна Корея (Gaon) | 5               |

## Нагороди і номінації

### Перемоги на музичних шоу
| Шоу              | Дата            |
| ---------------- | --------------- |
| Show Champion    | 21 березня 2018 |
| Show! Music Core | 17 березня 2018 |